# 321 a. C.
El año 321 a. C. fue un año del calendario romano prejuliano. En el Imperio romano se conocía como el Año del Consulado de Calvino y Caudino (o menos frecuentemente, año 433 Ab urbe condita).

## Acontecimientos
- Durante la segunda guerra samnita, los samnitas cercan al ejército romano en las Horcas Caudinas, permitiendo su retirada en condiciones humillantes. Este revés supone una aparente victoria samnita en la guerra, si bien los romanos reanudan las hostilidades en 316 a. C.
- Pacto de Triparadiso: división del imperio de Alejandro Magno entre los diádocos.
- Tras la muerte de Alejandro Magno sus generales Seleuco y Antígono reciben Babilonia y Asia Menor, respectivamente.[1]

## Fallecimientos
- Crátero, general macedonio (n. 370 a. C.)
- Pérdicas muere asesinado.